# Rolex Shanghai Masters 2019
Rolex Shanghai Masters 2019 — тенісний турнір, що проходив на кортах з твердим покриттям у місті Шанхай, КНР з 7 жовтня. Належав до категорії ATP Tour Masters 1000.

## Фінальна частина

### Одиночний розряд
Данило Медведєв —  Александр Зверєв 6–4, 6–1

### Парний розряд
Мате Павич /  Бруно Соарес —  Лукаш Кубот /  Марсело Мело 6–4, 6–2